# Канадски фолклор
Канадски фолклор или Канадско народно наслеђе је традиционални материјал који Канађани преносе са генерације на генерацију, било као усмену књижевност или „по обичају или пракси“. Укључује песме, легенде, шале, риме, пословице, временске прилике, сујеверја и праксе као што су традиционално прављење хране и занати. Највећи део фолклора у Канади припада абориџинској и француско-канадској култури. Енглеско-канадски фолклор и фолклор недавних имигрантских група додали су народу у земљи.

## Доморадчки фолклор и митологија
Класичне дефиниције фолклора креирали су Европљани као што је Вилијам Томс, који је сковао термин 1846. да се односи на „начине, обичаје [...] старих времена“. Проучавање фолклора је израсло из европског концепта народног, који се често схвата као „обични, необразовани људи углавном у селима или руралним заједницама“. Ова дефиниција не успева да обухвати формални аспект многих домородачких традиција. Чак су и фолклористи из 19. века који су сакупљали и покушавали да преведу усмену књижевност староседелаца препознали огроман изазов премошћавања културног јаза. Етнограф Хорејшио Хејл је 1874. написао да су митови о стварању и митови који објашњавају порекло светих церемонија, „били, у извесном смислу, чланови религије и да су се преносили са скрупулозно тачношћу“. Као што је објаснио један домородац,
Међу многим домородачким културама, „приповедање“ је обично било ограничено на дуге зимске вечери. Кри су били једна култура са стриктним веровањем у овом погледу: „Током лета, ниједна прича заснована на фикцији никада није била причана; староседеоци су веровали да ако се било која 'бајка' исприча током те сезоне када је требало да користе своје Када би то било најбоље, приповедачј би живот био уништен од гуштера, који би му сисао крв."
Аутохтони фолклор и митологија се понекад прикупљају и проучавају према језичким породицама, као што су алгонкински, атабаски, ирокејски, кутенајски, салишан, сијуански и други. Шеме класификације за аутохтоне језике Америке могу варирати. Велике језичке породице могу укључити домородне културе у географски удаљеним областима, на пример, породица алгонкинских језика укључује Микмаци из модерних поморских провинција, као и народ Отава у региону реке Отаве.

### Теме и жанрови
Неке широке теме могу се идентификовати у староседелачкој канадској митологији. Митови о стварању су међу најсветијим за многе домородачке културе. Митови о Хаиди о Гаврану, „небеском бићу“, објашњавају стварање сунца. Реч Хаида за Гавран значи „онај који ће да наређује ствари“, а Гавран је био тај који је успоставио законе природе и био присутан када су људи први пут створени.
Један мит о стварању из племена из региона Североисточне шуме описује стварање Северне Америке, или острва Корњача, од стране мускрата и корњаче. Митови о пореклу карактеристика пејзажа, као што су планине и реке, уобичајени су у усменим традицијама неколико староседелачких народа.
Натприродна бића су истакнута у многим митовима о пореклу места, животиња и других природних појава. Нанабожо је дух враголана и херој митологије оџибва (део већег тела традиционалних веровања Анишинабе). Глукап, џин надарен натприродним моћима, је херој митологије народа Вабанаки. Натприродна искуства обичних смртника налазе се у другим митовима. На пример, Оџибве имају митове који објашњавају први кукуруз и првог црвендаћа, што повезују са визијама детета. Неки митови објашњавају порекло светих ритуала или предмета, као што су знојнице, вампум и плес на сунцу.
Криптиди, или митске звери, постоје у неким урођеничким фолклорима. Бигфут или Сасквач, Вендиго и Огопого су популарни примери.

## Француско-канадски фолклор
Француско-канадски фолклор има своје корене у фолклору Француске, са неким основним ликовима као што је Ти-Жан, лик оног човека. Други популарни хероји француско-канадског фолклора настали су у Новој Француској, као што су подвизи ловца Далбека и путника Жана Кадјеа. Најранија француско-канадска народна песма слави авантуре Жана Кадјеа.
Loup-garou (вукодлак) и чаробњаци који мењају облик који се претварају у животиње као што су сове или медведи „да би мучили своје непријатеље“ широко су распрострањени у француско-канадским легендама. Присуство демона и свештеника у многим француско-канадским легендама сведочи о доминантном присуству католичке цркве и њених ритуала у свакодневном животу у Новој Француској и Акадији.
Фолклор coureur des bois и voyageurs је много проучаван, посебно шансоне (песме) које су креирали да би им помогли да веслају унисоно у вожњи кануом и да изграде морал. Народне песме и бајке биле су део свечаности на веилеес (вечерња окупљања) која су се одржавала у заједницама становништва.
Фолклор Француске Канаде укључује неке ритуале повезане са црквеним празницима. Temps des fêtes (Сретење Господње) дуго се славило на крају божићне сезоне иу Квебеку и у акадским заједницама. Храна је била централни део прославе. Традиционално је било да се остаци годишње жетве пшенице искористе прављењем палачинки или крофни. Округли, златни облици алудирали су на сунце, долазак пролећа и пун круг годишњег циклуса жетве.
Недавна народна традиција која прилагођава обичај из Француске је парада Тинтамаре у Акадији, слична француским средњовековним свечаностима.

## Енглеско-канадски фолклор
Рани енглеско-канадски фолклор има неколико тачака порекла, због различитих група насељеника који су дошли у земљу из Енглеске, Шкотске, Ирске и као лојалисти након Америчког рата за независност. Свака група је донела своје традиције и створила нови фолклор у новој домовини. У генерацијама раних досељеника, таласи имиграната су долазили у Канаду из целог света, додајући сопствени фолклор мешавини ове земље.
Усмена традиција у Канади углавном има регионални идентитет или идентитет заснован на заједници. На ово је утицала огромна географија Канаде и рани обрасци насељавања. Фолклористи су се често фокусирали на одређене регионалне или етничке заједнице, као што је случај са радом Хелен Крејтон који снима и документује морске песме и баладе Нове Шкотске, или многа проучавања фолклора Њуфаундленда.

### Атлантске провинције
На музику и фолклор народа Њуфаундленда утицали су њихови преци, досељеници који су углавном дошли из југоисточне Ирске (област Вексфорд, округ Корк) и Енглеске (Дорсет, Девон). Народне приче о Њуфаундленду понекад се могу пратити до корена прича из Ирске и Велике Британије, као што је случај са популарним ликом Џеком. Препричавање ових прича током генерација у изолованим пристаништу Њуфаундленда на острву дало им је „изразити укус Њуфаундленда”. Као и другде где се причају приче о Џеку, предање о Џеку из Њуфаундленда је „лењ или несташан, али је скоро увек сналажљив када се суочи са недаћама“, као када се суочи са дивовима или духовима. Локална народна музика и ирска народна музика и даље су популарне у Њуфаундленду, као и широм поморских провинција, где је канадска музика на гуслама препознатљив део регионалне културе.
Приче о духовима заузимају истакнуто место у фолклору атлантских провинција. Један пример је прича о Дангарвону Вуперу, прича која укључује дрвосече из реке Дангарвон близу Мирамичија, Њу Бранзвик 1860-их. Према легенди, дрвосеча је за његов новац убио логорског кувара. Тврди се да се од тада у шумама близу реке Дангарвон чују језиви врискови и јауци.

### Централна Канада
Неки популарни фолклор у Канади укључује предање које је повезано са стварним историјским људима, као што су „ Црни Донели“, породица из Луцана, Онтарио. Породица је била у центру оптужби за злочин, који се завршио масакром који је починила руља. Томас П. Кели је 1950-их написао популарну књигу о Црним Донелијима и од тада се прича о породици препричава и фикционализује.
Хероји дрвосече су један жанр канадског фолклора који се проширио широм региона Великих језера . Приче о дрвосечи, од којих су неке касније постале популарне као приче о Полу Бањану, често су имале француско-канадско порекло, али су биле веома популарне и међу лутајућим дрвосечама Онтарија и северних Сједињених Америчких Држава. Приповедачи из долине Отаве трансформисали су праву историјску личност, дрвосечу из Квебека Џозефа Монтферана, у „Џоа Мафроа“ или „Великог Џоа Мафероа“. Остали хероји дрвосече су Јулијус Невил, Луис Сир и Наполеон Ла Ру. Утицај дрвне индустрије је такође био прожет у енглеско-канадску народну музику, при чему је вожња трупаца била у фокусу The Log Driver's Waltz.

### Канадске прерије
Фолклор досељеника у западним канадским преријама је много проучаван. Фолклорне традиције донете из централне и источне Европе опстале су у украјинским, литванским, духоборским, менонитским и другим заједницама у региону.

### Северна Канада
Народне приче о авантуристима у северној Канади (посебно з ери златне грознице у Клондајку у Јукону) пружају више примера народних хероја заснованих на стварним историјским људима. Ово укључује приче испричане о Сему Стилу и „Клондајк Кејт“ (Kathleen Rockwell). Баладе у стиховима песника Роберта Сервиса испричале су велике приче о живописним ликовима из Клондајка, као што су The Cremation of Sam McGee и The Shooting of Dan McGrew. Песме су делом биле засноване на стварним догађајима и људима, али су популарним понављањем прерасле у фолклор.